# Temanggung (huyện)
Temanggung là một huyện thuộc tỉnh Trung Java tại Indonesia. Huyện lị là Temanggung. Mọi du khách đến thăm tổ hợp đền Dieng từ Yogyakarta hay Semarang đều phải đi qua huyện này. Huyện nổi tiếng với sản vật long nhãn, được thu hoạch vào tháng 1 và tháng 2.
Temanggung nằm trên cao nguyên Dieng, một khu vực núi lửa với độ cao trung bình từ 500 đến 1450 và nằm trong lục địa. Các núi lửa Sundoro và Sumbing xuất hiện trên ranh giới với huyện Wonosobo. Lưu vực sông chính của huyện là Sông Progo.
Huyện Temanggung giáp với:
- Pekalongan ở đông bắc;
- Batang ở phía bắc;
- Semarang ở phía đông;
- Magelang ở phía nam;
- Wonosobo ở phía tây nam.

Temanggung được chia thành 12 phó huyện (kecamatan)]].
| - Bansari - Bejen - Bulu - Candiroto - Gemawang | - Jumo - Kaloran - Kandangan - Kedu - Kledung | - Kranggan - Ngadirejo - Parakan - Pringsurat - Selopampang | - Temanggung - Tembarak - Tlogomulyo - Tretep - Wonoboyo |